# Іван Тревехо
Іван Тревехо (ісп. Iván Trevejo, нар. 1 вересня 1971, Гавана, Куба) — кубинський та французький фехтувальник на шпагах, срібний (1996 рік) та бронзовий (2000 рік) призер Олімпійських ігор, чемпіон світу та Європейських ігор.

## Виступи на Олімпіадах
| Олімпіада    | Дисципліна          | Місце |
| ------------ | ------------------- | ----- |
| Атланта 1996 | індивідуальна шпага | 2     |
| Сідней 2000  | індивідуальна шпага | 6     |
| Сідней 2000  | командна шпага      | 3     |